# Queenie Leonard
Queenie Leonard, pseudonimo di Pearl Walker (Londra, 18 febbraio 1905 – Los Angeles, 17 gennaio 2002), è stata un'attrice e cantante britannica.
Si sposò due volte: prima nel 1936 con il montatore Lawrence P. Williams, da cui divorziò nel 1947, e poi con l'attore Tom Conway dal 1958 al 1963. Non ebbe figli.
Morì nel 2002, a 96 anni.

## Filmografia parziale

### Cinema
- Ardente fiamma (Moonlight Sonata), regia di Lothar Mendes (1937)
- Tenebre (Ladies in Retirement), regia di Charles Vidor (1941)
- Sono un disertore (This Above All), regia di Anatole Litvak (1942)
- Per sempre e un giorno ancora (Forever and a Day), regia di Edmund Goulding, Cedric Hardwicke (1943)
- Il pensionante (The Lodger), regia di John Brahm (1944)
- Dieci piccoli indiani (And Then There Were None), regia di René Clair (1945)
- Mi chiamo Giulia Ross (My Name Is Julia Ross), regia di Joseph H. Lewis (1945)
- Il segreto del medaglione (The Locket), regia di John Brahm (1946)
- Vita col padre (Life with Father), regia di Michael Curtiz (1947)
- Alice nel Paese delle Meraviglie (Alice in Wonderland), regia di Clyde Geronimi, Hamilton Luske, Wilfred Jackson (1951) - voce
- La campana del convento (Thunder on the Hill), regia di Douglas Sirk (1951)
- Le jene di Chicago (The Narrow Margin), regia di Richard Fleischer (1952)
- Il ladro del re (The King's Tief), regia di Robert Z. Leonard (1955)
- La carica dei cento e uno (One Hundred and One Dalmatians), regia di Wolfgang Reitherman, Hamilton Luske e Clyde Geronimi (1961) - voce
- Mary Poppins, regia di Robert Stevenson (1964)

### Televisione
- General Electric Theater – serie TV, episodio 2x04 (1953)
- Climax! – serie TV, episodio 2x17 (1956)
- The 20th Century-Fox Hour – serie TV, episodi 1x17-2x02 (1956)
- 77º Lancieri del Bengala (Tales of the 77th Bengal Lancers) – serie TV, episodio 1x21 (1957)

## Doppiatrici italiane
Nella versione italiana dei suoi film, Queenie Leonard è stata doppiata da:
- Dina Perbellini in Mi chiamo Giulia Ross
- Franca Dominici ne La campana del convento
- Cesarina Gheraldi ne Le jene di Chicago
- Wanda Tettoni in Mary Poppins

Da doppiatrice è stata sostituita da:
- Giovanna Scotto ne La carica dei cento e uno